# Авъл Клавдий Харакс
Авъл Клавдий Харакс (на латински: Aulus Claudius Charax) e политик и сенатор на Римската империя през 2 век. Името му Харакс идва вероятно от столицата Харакс (Charax-Spasinu) на малката васална държава Харакена (Charakene) в Партското царство.
През 147 г. Харакс е суфектконсул заедно с Квинт Фуфиций Корнут.